# مها (اسم)
مَهَا هو اسم علم مؤنث عربي. مفرده مَهَاة وجمعه مَهَواتٌ. يُذكر كثيراً في الشعر العربي القديم والحديث.

## المعنى وأصل الكلمة

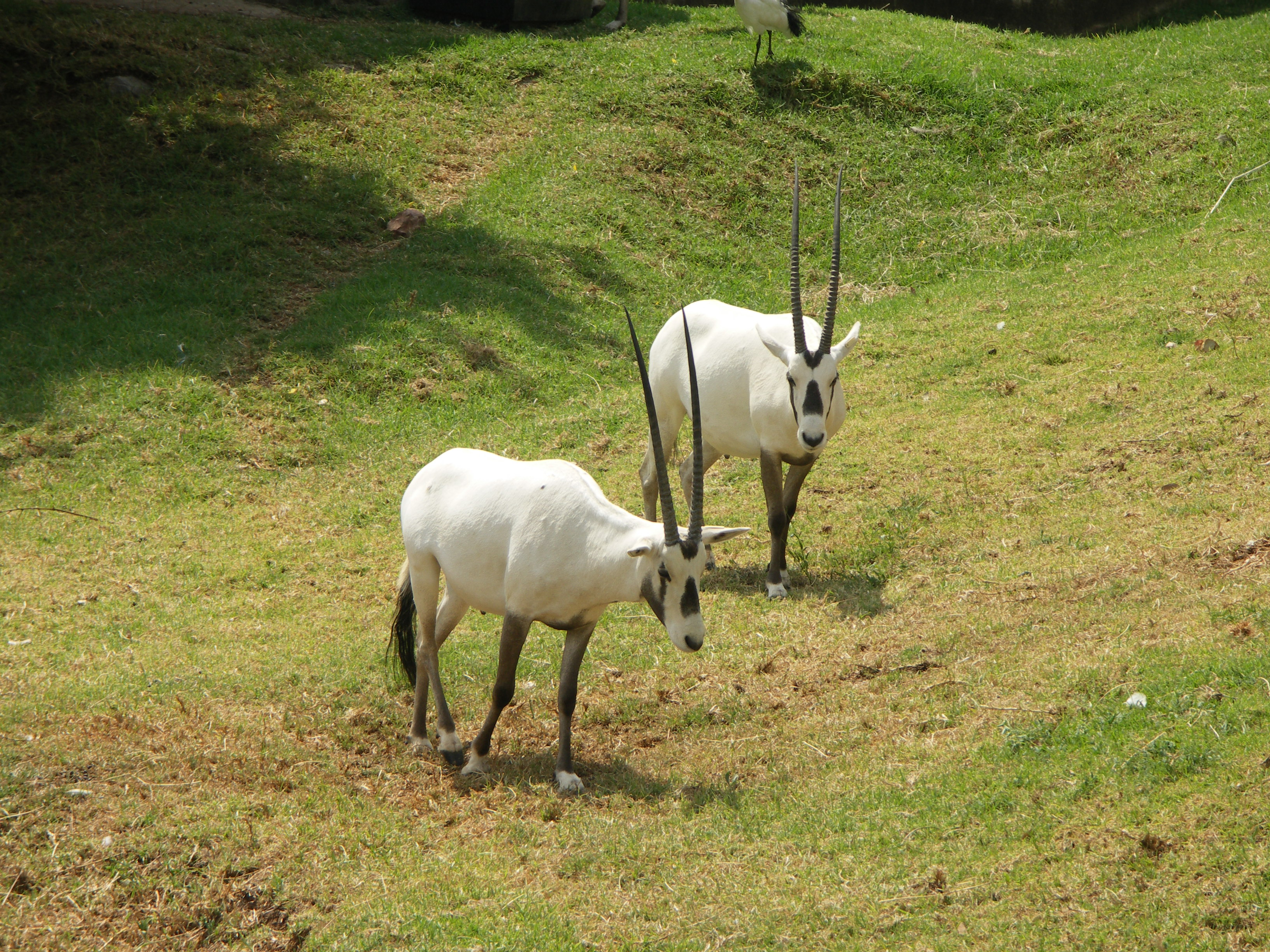
مهاة عربية في إحدى حدائق الحيوانات.

أصل الكلمة هو «المِهَاة» التي تعني في اللغة العربية البلورة التي تَبِصُّ وتبرق وتشعّ لشدَّة بياضها، وقيل هي الدُّرَّة. ومن «المِهَاة» اشتق قُدامى العرب كلمة «المَهَاة» كتسمية لحيوان الظبي الصحراوي مها وذلك لأنَّ المهاة العربية تتميز بلونها شديد البياض مع عيون واسعة جميلة وسواد يغطيها أشبه بالكحل لذلك كان شعراء العرب قديماً وحديثاً يتغزلون بجمال محبوباتهم بوصفهن بـ «عُيُونُ الْمَهَا».
وهُناك معاني أُخرى تشمل اسم مها، منها الفم أو الثغر إذا ما زاد بياضه ونقاؤه وكثر ماؤه يُقال له مَهَا. وأيضًا هو من أسماء الشمس والكواكب.

## مها في الشعر العربي
لَم يُذكر اسم مها في الشعر الجاهلي كثيراً، إنما زاد ذكره وشاع استخدامه في الشعر العباسي والحديث.

### في الشعر الجاهلي
من أمثلة ذِكره، في إحدى قصائد شاعر المعلقة الأعشى إذ قال:
وقد شبه شاعر المعلقة زهير بن أبي سلمى حبيبته بالمها بقوله:

### في الشعر الأُموي
استخدم الشاعر العاشق جميل بثينة «المها» ليتغزل ويصف جمال حبيبته بثينة، وذلك بقوله بقصيدته خليلي إن قالت بثينة ماله:

### في الشعر العباسي
زاد ذكر المها في العصر العباسي، ومن أكثر القصائد شهرة هيّ قصيدة علي بن الجهم:
وبقصيدة أوْهِ بَدِيلٌ مِنْ قَوْلَتي وَاهَا قال المتنبي في عيون المها:
وقال محي الدين بن عربي في إحدى قصائده:
وقالت الشاعرة سلمى بنت القراطيسي في وصف الجمال المثالي:

### في الشعر الأيوبي والمملوكي
قال ابن المقري في إحدى قصائده الغزلية الطويلة:
ويقول ابن سناء الملك في قصيدة طويلة:

### في الشعر الحديث
من الأمثلة عليه قول محمود سامي البارودي:

## شخصيات تحمل هذا الاسم
- مها أبو عوف
- مها محمد
- مها الرباط
- مها أحمد
- مها صبري
- مها المصري
- مها الصالح
- مها سالم
- مها عمار
- مها خالد الغنيم
- مها الحاج
- مها الجابري